# Siêu cúp bóng đá Việt Nam 2014
Trận chung kết Siêu Cúp bóng đá Việt Nam – Cúp Tiền Phong & Thaco 2014 là trận chung kết lần thứ 16 của Siêu cúp bóng đá Việt Nam. Trận đấu diễn ra vào ngày 27 tháng 12 năm 2014, giữa hai đội bóng Becamex Bình Dương (nhà vô địch Giải bóng đá vô địch quốc gia 2014) và Hải Phòng (nhà vô địch Cúp quốc gia 2014) trên Sân vận động Gò Đậu, Thủ Dầu Một, Bình Dương.
Kết quả chung cuộc Becamex Bình Dương đã đánh bại Hải Phòng với tỷ số 1–0 và có lần thứ ba giành Siêu cúp quốc gia. Nguyễn Anh Đức là tác giả bàn thắng duy nhất khi anh lập siêu phẩm vô lê vào lưới Hải Phòng ở phút 35..

## Trước trận đấu
Trước trận tranh Siêu Cúp Quốc gia
Trước trận tranh Siêu cúp quốc gia với câu lạc bộ Hải Phòng, lãnh đạo Becamex Bình Dương đã quyết định không bán vé để khán giả "đất Thủ" có thể tự do vào sân theo dõi. Theo lý giải của lãnh đạo Becamex Bình Dương, đây là hành động để họ tri ân các cổ động viên đã sát cánh với đội bóng trong hành trình giành chức vô địch V-League 2014.
Trong lịch sử Siêu cúp quốc gia tính từ năm 2000 đến 2014, Becamex Bình Dương đã 2 lần đăng quang vào các năm 2007 và 2008. Còn Hải Phòng cũng đã một lần đoạt cúp là vào năm 2005. Đội bóng giành nhiều Siêu cúp quốc gia nhất cho đến thời điểm này là Sông Lam Nghệ An với 4 lần (2000, 2001, 2002 và 2011).
Điều lệ trận đấu
Câu lạc bộ vô địch sẽ giành giải thưởng gồm: Cúp, Bảng danh vị, Huy chương và số tiền 200 triệu đồng. Đội á quân được nhận Bảng danh vị, Kỷ niệm chương và số tiền 100 triệu động. Cầu thủ ghi bàn thắng đầu tiên và Cầu thủ xuất sắc nhất trận đấu cùng nhận giải thưởng trị giá 5 triệu đồng. Theo điều lệ, hai đội sẽ bước vào loạt sút luân lưu ngay để phân định thắng thua nếu hòa nhau sau 2 hiệp đấu chính thức. Mỗi đội chỉ mang 7 cầu thủ dự bị và 3 cầu thủ tối đa vào sân thay người.
Phát biểu trước trận đấu
- Huấn luyện viên Nguyễn Thanh Sơn của Becamex Bình Dương: Becamex Bình Dương đã lên kế hoạch cho trận Siêu cúp hướng tới mùa giải mới. Đây là trận đấu quan trọng mở đầu cho mùa giải nên chúng tôi hạ quyết tâm phải thắng. Hơn nữa, đây là trận đấu được tổ chức trên sân Bình Dương nên áp lực giành chiến thắng rất lớn. Tôi đã có một vài thử nghiệm về ngoại binh và kỳ vọng họ sẽ để lại dấu ấn trong trận này.

- Huấn luyện viên Trương Việt Hoàng của Hải Phòng: Đây sẽ là trận đấu khó khăn với Hải Phòng vì chúng tôi phải chơi trên sân khách và đặc biệt đối thủ Becamex Bình Dương rất mạnh khi sở hữu các cầu thủ nội cũng như ngoại binh hàng đầu Việt Nam hiện nay. Tuy nhiên, chúng tôi đã có sự chuẩn bị kỹ càng, từ chuyên môn cho đến tinh thần để chơi một trận sòng phẳng với Bình Dương. Thành bại thế nào phải đợi khi trận đấu kết thúc mới biết, còn bây giờ tôi cho rằng cơ hội của hai đội là ngang nhau.[4]

## Chi tiết trận đấu
| Becamex Bình Dương | 1–0      | Hải Phòng |
| ------------------ | -------- | --------- |
| Nguyễn Anh Đức 35' | Chi tiết |           |

| Becamex Bình Dương | Hải Phòng |

| Becamex Bình Dương |    |                         |  |     |
|                    |    |                         |  |     |
| GK                 | 1  | Bùi Tấn Trường          |  |     |
| RB                 | 2  | Âu Văn Hoàn             |  |     |
| CB                 | 3  | Lê Phước Tứ             |  |     |
| CB                 | 20 | Trương Đình Luật        |  |     |
| LB                 | 16 | Nguyễn Xuân Thành       |  | 76' |
| RM                 | 9  | Nguyễn Trọng Hoàng      |  |     |
| CM                 | 8  | Moses Oloya             |  |     |
| LM                 | 7  | Mai Tiến Thành          |  | 88' |
| RS                 | 23 | Abass Cheikh Dieng      |  |     |
| ST                 | 11 | Nguyễn Anh Đức (C)      |  |     |
| LS                 | 27 | Trịnh Quang Vinh        |  | 70' |
| Cầu thủ dự bị:     |    |                         |  |     |
| CM                 | 22 | Hoàng Văn Bình          |  | 88' |
| CM                 | 15 | Đặng Văn Thành          |  |     |
| CM                 | 30 | Ganiyu Bolayi Oseni     |  |     |
| CM                 | 23 | Phạm Minh Đức           |  |     |
| LS                 | 18 | Nguyễn Tăng Tuấn        |  | 70' |
| LB                 | 6  | Đặng Văn Robert         |  | 76' |
| GK                 | 29 | Nguyễn Quốc Thiện Esele |  |     |
| Huấn luyện viên:   |    |                         |  |     |
| Nguyễn Thanh Sơn   |    |                         |  |     |

| Hải Phòng:        |    |                       |     |     |
|                   |    |                       |     |     |
| GK                | 30 | Nguyễn Thanh Thắng    |     |     |
| RB                | 29 | Nguyễn Văn Nam        |     |     |
| CB                | 20 | Vũ Ngọc Thịnh         |     |     |
| CB                | 18 | Lê Văn Phú            |     |     |
| LB                | 16 | Phùng Văn Nhiên       | 15' | 69' |
| RM                | 23 | Trần Đức Dương        |     | 85' |
| CM                | 6  | Nguyễn Minh Châu (C)  | 21' |     |
| CM                | 19 | Vương Quốc Trung      |     |     |
| LM                | 7  | Nguyễn Đình Hiệp      | 21' | 60' |
| ST                | 9  | Andre Diego Fagan     | 64' |     |
| ST                | 10 | Errol Anthony Stevens |     |     |
| Cầu thủ dự bị:    |    |                       |     |     |
| CM                | 8  | Hoàng Ngọc Hùng       |     | 69' |
| LB                | 2  | Nguyễn Anh Hùng       |     | 60' |
| GK                | 1  | Đinh Xuân Việt        |     |     |
| ST                | 13 | Lê Sỹ Mạnh            |     | 85' |
| CB                | 3  | Đinh Tiến Thành       |     |     |
| RM                | 17 | Đặng Khánh Lâm        |     |     |
| ST                | 31 | Trịnh Hoài Nam        |     |     |
| Huấn luyện viên:  |    |                       |     |     |
| Trương Việt Hoàng |    |                       |     |     |

| THÔNG TIN TRẬN ĐẤU ĐIỀU HÀNH TRẬN ĐẤU - Giám sát trận đấu: - Giám sát trọng tài: - Trợ lý trọng tài 1: Nguyễn Anh Toàn - Trợ lý trọng tài 2: Nguyễn Vũ Hải Phi - Trọng tài thứ tư: Nguyễn Đức Vũ | QUY ĐỊNH TRẬN ĐẤU - Thời gian thi đấu 90 Phút (mỗi hiệp 45 phút, nghỉ giữa hiệp 15 phút). - Đá luân lưu nếu tỷ số hòa. - 7 cầu thủ dự bị. - Tối đa thay người 3 cầu thủ. |

| Siêu cúp bóng đá Việt Nam năm 2014 Nhà vô địch |
| ---------------------------------------------- |
| Becamex Bình Dương Vô địch lần thứ ba          |